# Певческий переулок (Санкт-Петербург)
Пе́вческий переулок — переулок в Петроградском районе Санкт-Петербурга. Проходит от Малой Посадской улицы до улицы Мира.

## История наименования
С 1755 по 1792 годы называлась Певческая улица, по жившим здесь певчим Троицкого собора. С 1798 года употребляется современное название Певческий переулок. В 1829—1835 годы употреблялось название Малая Певческая улица.

## История
Появился в середине XVIII века.
С 12 февраля 2016 года в Певческом переулке введено одностороннее движение — от улицы Мира к Малой Посадской улице.

## Здания и достопримечательности
- Трамвайный парк № 3
- гимназия № 85 (дом 4А)